# Derovatellus obscurus
Derovatellus obscurus är en skalbaggsart som beskrevs av Régimbart 1895. Derovatellus obscurus ingår i släktet Derovatellus och familjen dykare. Inga underarter finns listade i Catalogue of Life.